# 盧卡帕
8°25′S 20°45′E / 8.417°S 20.750°E
盧卡帕（葡萄牙語：Lucapa）位於安哥拉東部，亦為北倫達省的首府，其人口數由於內戰所導致人民遷移而難以估計。城市中主要產業為礦業，有數千居民受雇於SML及ITM公司合資的礦業集團，另外還有第三家持股較少的公司，此公司由退役及現役軍官所組成，此現象指出他們在安哥拉政府內依然有影響力，且政府仍需軍力以保持穩定。